# Alois Lipburger
Alois Lipburger (né le 27 août 1956 et mort le 4 février 2001) est un ancien sauteur à ski autrichien.

## Palmarès

### Championnats du monde
| Épreuve / Édition | Lahti 1978 |
| Petit Tremplin    | 38e        |
| Grand Tremplin    | Argent     |

### Championnats du monde de vol à ski
| Épreuve / Édition | Planica 1979 |
| Individuel        | 17e          |

### Coupe du monde
- Meilleur classement final: 11e en 1981.
- 2 victoires en épreuve individuelle pour un total de 3 podiums.

 Dernière mise à jour le 6 décembre 2009 

#### Saison par saison
| Année | Lieu                     |
| 1981  | Ironwood x2 (États-Unis) |